# Коммерсантъ (компьютерная игра)
«Коммерсантъ» — украинская компьютерная игра в жанре экономической стратегии, разработанная и выпущенная киевской компанией Rada Ltd. осенью 1991 года. Автором игры является Владимир Харченко. Игра распространялась бесплатно через сеть ФИДО и выходила на пиратских игровых дисках.

## Игровой процесс
«Коммерсантъ» представляет собой экономическую стратегию, в которой события происходят в реальном времени, но останавливаются на ожидание реакции пользователя. Игрок принимает на себя роль коммерсанта, целью которого является приумножение благосостояния путём коммерческих операций: покупки и продажи, депозита и кредита средств в банке, скупки у сомнительных лиц по заниженной цене, заключения различных сделок и тому подобное. Игра начинается 1 января 2000 года, когда в распоряжении игрока имеется автомобиль, дом, небольшое кол-во земли и нефти, а также некоторая сумма денег на счету (в валюте под названием «гробль»).
Если во время игры игрок ничего не делает, то идёт время (проходит один день в несколько секунд) и могут происходить различные события, на которые требуется реакция игрока. Во время ожидания игрок может узнать у секретаря состояние дел, сходить в банк, на рынок, посетить биржу. В банке можно как брать кредит, так и давать в долг под проценты. В хозяйстве у коммерсанта могут быть два вида товаров — нефть и земля. Каждый из них может быть куплен на бирже или продан. При этом нефть требуется для отопления дома, и соответственно необходим некоторый её запас; неотапливаемый дом создаёт вероятность того, что коммерсант заболеет и попадёт в больницу. Земля облагается налогом, и поэтому в конце месяца за её владение игроку выписывается к оплате счёт. Каждый из товаров один раз в месяц может изменить свою цену на бирже, и таким образом коммерсант может выбирать моменты, когда они дёшевы для покупки и дороги для продажи. При этом могут происходить случайные события (например, банкротство нефтяных компаний), которые во много раз могут изменить цену товара. В то же время, если у игрока имеется в наличии товар, то он подвержен риску случайных событий (например, пожар на нефтехранилище может уничтожить имущество). Также приобретать землю и нефть можно лишь до тех пор, пока в наличии есть хотя бы одна единица приобретаемого товара. В случае банкротства товары продаются за треть цены до тех пор, пока они не закончатся, либо пока баланс не станет положительным. Также нельзя покупать ничего, если на балансе после этого будет менее одного гробля.
Игровой процесс разделяется на периоды в один год, в конце каждого из которых у игрока фиксируется результат в таблице лучших коммерсантов за соответствующий год. В случае многопользовательского режима игры, который реализован как hotseat, смена игроков происходит по окончании каждого года. Игра делится на месяцы, в конце каждого из которых подводится баланс за все операции в течение прошедшего месяца, и если он положителен, то налоговая инспекция изымает сумму налога согласно действующему проценту. Процентные показатели с течением времени изменяются согласно случайным событиям (распоряжениям райисполкома, указам президента и тому подобное).
Случайные события могут быть нескольких видов. Это единовременные, изменяющие некоторые показатели (ОМОН изымает машину игрока, банкротится банк, …). Цепочка событий — например, жену персонажа похищают бандиты и требуют выкуп, и можно начать расследование, которое длится несколько месяцев и состоит из ряда единовременных событий. Посещение ресторана не только даёт шанс заключения выгодных сделок, но и имеется вероятность отравиться, что влечёт за собой пребывание в больнице без возможности что-либо сделать и оплату лечения по завершении; а если игрок не продаёт быстро краденую нефть, то к нему может пойти милиция. Третьим видом являются встроенные мини-игры: ипподром и казино. В первой игрок может делать ставки на лошадей и наблюдать за состязанием. Во второй игроку дается возможность сыграть в казино в рулетку или однорукого джо. В любом случае, если наступит банкротство и баланс так и будет отрицательным, это — проигрыш.

## Оценки и мнения
В 2009 году обозреватель Штулберг Райво сообщил, что в 1991 году «трудно было найти „персоналку“, на которой она [игра] не была бы установлена». Игра «неприхотлива» к ресурсам и не требует специального программного обеспечения для её замедления на более мощных компьютерах. Объём игрового процесса был оценен в 2—3 часа времени. Рецензент отметил, что в «Коммерсантъ» имеется большое количество разнообразных событий, что создаёт интерес к игре. В то же время он посчитал, что после некоторого времени и заработка большой суммы игра становится однообразной и неинтересной.